# In My Blood (Shawn Mendes)
In My Blood is een single van de Canadese zanger Shawn Mendes. De single kwam uit in maart 2018, als eerste single van zijn zelfbenoemde studioalbum Shawn Mendes. De single werd genomineerd voor een Grammy Award in de categorie Song of the year.

## Achtergrond
Op 16 maart 2018 postte Shawn Mendes een collage van enkele lichte kleuren op zijn sociale media. Later veranderde hij ook zijn profielfoto in een gelijkaardige achtergrond met een bloemenontwerp. Het ontwerp kwam ook te pas bij de hoes van de single. Op 20 maart postte hij de hoes van de single online, en kwam de single ook uit. De single werd een groot succes als eerste single van het album. In België haalde de single goud. In zijn thuisland Canada kon de zanger 2 keer platina halen.
Op 28 maart zong Shawn de single voor het eerst bij James Corden. Ook zong hij het nummer tijdens de Echo Music Prize op 12 april.

## NPO Radio 2 Top 2000
In My Blood stond alleen in 2019 in de NPO Radio 2 Top 2000, op plek 1980.